# Corocotta
Corocotta és un heroi local per als càntabres i la seva història es transmet oralment a les famílies càntabres des de les generacions més grans fins a les més joves.
Segons les fonts romanes (la única història escrita de l'època), va ser un guerriller o bandoler a Cantàbria durant el segle i aC, que, segons Cassi Dió, va assaltar el territori romà provocant una considerable depredació a la zona. Dió diu que les accions de Corocotta van fer que August oferís una gran recompensa per la seva captura. El mateix Corocotta es va entregar per rebre-la, impressionant a August amb la seva audàcia. Dio és l'única font de la història.

## Interpretacions de la història

### La història des d'un punt de vista càntabre
Els càntabres són ben conscients de la història de com l'Imperi Romà va lluitar per conquerir-los, o en realitat mai ho va fer. Durant aquest temps, hi hauria hagut molts guerrers (homes i dones) que haurien lluitat amb valentia per preservar la seva forma de vida i defensar el seu poble. Corocotta (o per a alguns s'escriuria Korokota, més semblant a la veïna llengua basca) hauria estat un d'aquests guerrers. La història càntabra diu que probablement era un cap o guerrer respectat d'algunes de les tribus càntabres i que la ira dels romans va ser tal envers ell, que li van posar un preu enormement alt al seu cap. En resposta a això, Corocotta es va entregar ell mateix a l'emperador romà amb el propòsit de reclamar per a ell la gran recompensa econòmica, i oferint de bon grat la seva vida (cap) a canvi.
Aquesta decisió de Corocotta és vista pels càntabres com un acte d'auto-sacrifici i es creu que el seu acte pretenia evitar qualsevol problema que pogués crear la recompensa actuant com una temptació per als companys càntabres de trair-lo o lliurar-lo. En canvi, Corocotta agafaria aquesta gran suma de diners (o la seva gent ho faria per ell després de ser assassinat) i la repartiria entre la gent de Cantàbria, que havia patit anys de guerra contra els romans. Aquest acte de valentia afectaria la moral romana, i els càntabres eren ben coneguts per inventar tècniques de guerra molt creatives i eficients, com cantar himnes de victòria en les creus romanes quan eren crucifixats, o moviments de cavalleria i infanteria en què utilitzaven el làbaro càntabre com a bandera per senyalitzar les maniobres de l'exèrcit, tàctica copiada posteriorment pels mateixos romans. La història de vegades acaba dient que l'emperador romà, desconcertat per la valentia de Corocotta, el va deixar anar viu i amb els seus diners, però aquest final no sempre és clar.

### La història des d'un punt de vista romà
Cassi Dió explica la història com a part d'un relat de la naturalesa perdonadora d'August. Escriu que:
| « | A més d'aquests trets seus, la gent també recordava que no s'enfadava cegament amb els que l'havien ferit, i que mantenia la fe fins i tot amb els que eren indignes d'això. Per exemple, hi havia un lladre anomenat Corocotta, que va florir a Hispània, amb el qual [Augustus] es va enfadar tant al principi que va oferir un milió de sestercis a l'home que el capturès viu; però més tard, quan el lladre va venir a ell per voluntat pròpia, no només no li va fer cap mal, sinó que el va fer més ric per la quantitat de la recompensa. | » |

Segons Peter Michael Swan, el propòsit principal de la història és contrastar la clemència d'August amb la reivindicació de la bête noire de Dió, Septimi Sever. Thomas Grünewald diu que Dió volia subratllar que Augustus tenia «un fort sentit de l'humor i una confiança inquebrantable en si mateix», i comparar-ho amb la brutalitat que va ser el producte de la inseguretat de Sever, representada pel seu tracte a un «noble bandoler» anomenat Bul·la Fèlix.

## Controvèrsia sobre el personatge
Si Corocotta era un bandoler o un líder de la resistència local a l'ocupació romana ha estat un tema de disputa. Cassi Dió simplement el descriu com un bandit (en grec: leistes), però com assenyala Grünewald, el terme grec leistes es pot utilitzar en una sèrie de rols més amplis com poden ser «bandit» o «lladre», incloent «rebel», «rival», «venjador».
Des que Adolf Schulten va publicar la seva tesi que Corocotta va ser un important heroi de la resistència davant Roma, un cabdill local durant les guerres càntabres d'August, basada en la seva interpretació de l'única cita disponible sobre el personatge (Cassi Dió LVI, 43, 3), va ser aquesta la que es va imposar sense discussió a la bibliografia experta, càntabra i espanyola, cosa que ha motivat que actualment Corocotta fins i tot tingui una important presència social i cultural a Cantàbria, així com a Internet.

### La tesi càntabra

Cantàbria a l'època de Corocotta. Cantàbria va ser l'última part de la península Ibèrica que va resistir l'ocupació romana

La tesi tradicional presenta Corocotta com a heroi de la resistència contra Roma, com a unificador i cabdill local durant les guerres càntabres d'August.
Segons Adolf Schulten, Corocotta va lluitar a les guerres càntabres contra Roma durant els anys 29-19 aC. Al comandament de les unificades tribus de la regió, va causar nombrosos problemes a l'exèrcit romà. Va ser tan gran la seva fama que durant la campanya de l'emperador August a Hispània, entre els anys 26-25 aC., que aquest va posar el preu de 200.000 sestercis pel seu cap. Va ser el mateix Corocotta qui es va presentar al campament per cobrar la recompensa, davant la sorpresa de l'emperador, el qual, davant el seu gest de valentia, el va deixar marxar lliure després d'atorgar-li la recompensa.
Adolf Schulten argumenta la seva tesi en el fet que:
| «                                                                             | Dió ho refereix amb ocasió de la mort d'August l'any 14 després de Jesucrist per demostrar la seva clemència. Tractant-se d'una guerra a Iberia, i no havent-hi hagut a Iberia una altra en temps d'August que la cantabro-astúrica, aquest Corocotta deu haver estat algun cap dels Càntabres o Asturs. I com que Corocotta es va rendir al mateix August, s'ha de situar el succés als anys 25-26, és a dir, quan August personalment era a Cantàbria. | » |
| — Adolf Schulten, Los cántabros y astures y su guerra con Roma, Madrid, 1962. | |   |

La versió de Schulten va permetre que Corocotta fos apropiat per Espanya com un heroi patriòtic de la resistència al domini romà, comparable a l'estatus del lusità Viriat, el líder de la resistència antiromana a Portugal. Peter Michael Swan cita F. Diego Santos per descriure'l com «un líder guerriller càntabre; la seva rendició possiblement pertany a l'estada d'August a Hispània cap al 15-14 aC». És l'heroi de la pel·lícula «d'espases i sandàlies» de Paul Naschy de 1980 Los cántabros (Els càntabres), i ha aparegut com a heroi de la resistència en altres obres. L'any 1985 es va erigir a Santander una estàtua identificada com a Corocotta. L'estàtua, de Ramón Ruíz Lloreda, representa oficialment l'esperit independent del «càntabre primitiu» il·lustrant una línia d'Horaci, «Cantabrum indoctum iuga ferre nostra» (el càntabre, a qui no se li ha ensenyat a portar el jou).

### La tesi nord-africana
La tesi nord-africana és la mantinguda per Alicia M. Canto els anys 2004-2005. Aquesta autora ha estat sostenint que Corocotta no va ser ni càntabre ni heroi, ni va tenir cap paper en les guerres càntabres, sinó un afamat i audaç lladre, de probable origen nord-africà. Per això es basa en diferents arguments, entre els quals figuren els següents:
- Una traducció del text grec de Cassi Dió més exacta que la feta per Schulten (vegeu a dalt) posa en evidència que Dió no el defineix en realitat com «bandoler hispà» o «bandit hispà», sinó com a «cert bandit a Hispània» (tína lestén én Ibería), cosa que no només no confirma ni autoritza a deduir un origen càntabre, sinó que més aviat suggereix una procedència no-hispana.[Nota 4]
- Cassi Dió no cita Corocotta dins del relat de les guerres càntabres, de les que tracta als seus llibres liii i liv, on hagués estat el lloc adequat des de la perspectiva de la tècnica històrica, sinó dos llibres després, al lvi, i al marc d'un elogi general de la clemència d'August, que acabava de morir. És a dir, la cita no s'adequa ni al context històric, ni a la data de les guerres.
- Segons ella, l'atribució cronològica i circumstancial de l'incident amb August a l'escenari de les guerres càntabres va ser feta per Schulten sense una base real. Però podria ubicar-se en qualsevol de les estades d'August ja com a emperador a Hispània (cas en què cal recordar que aquest va passar la major part de les guerres càntabres a Tàrraco, com és ben sabut), i tampoc hi ha cap menció en els textos de Cassi Dió que rebés Corocotta en cap «campament», o que aquest «es rendís»; tot això va ser afirmat per l'autor alemany. Fins i tot tota l'anècdota va poder passar a qualsevol altre lloc. Va ser l'enorme influència que Schulten tenia a Espanya la que va fer acceptar la seva interpretació a tothom.
- La mateixa actitud de Corocotta, en presentar-se davant de l'enemic per cobrar, a títol personal, la recompensa per la seva captura,[Nota 5] resulta impròpia, i il·lògica, si es tractés d'un veritable «heroi de la resistència indígena».
- Finalment, segons l'estudi del nom del bandoler, Corocotta (que podria procedir del conegut animal originari d'Àfrica, la krokóttas grega, citada ja al segle v aC, i no seria celtic en el sentit que va propugnar Schulten) seria un sobrenom o un malnom molt congruent amb això: «el Hiena» o «el Xacal», en adequada consonància amb què seria la veritable professió del personatge. Aquesta idea es reforça amb un document tardà, anomenat Testamentum Porcelli, el protagonista del qual es diu M. Grunnius Corocotta, i que era possiblement originari de la regió de Tebessa, prop de Cartago, a la moderna Tunísia. Des d'aquesta mateixa zona va poder passar a actuar a Hispània el Corocotta citat per Cassi Dió.

L'autora va anunciar un altre article més extens sobre això; però mentrestant, a la tardor de 2008 les seves hipòtesis van ser acceptades de pla per diversos experts de la Universitat de Cantàbria i la Universitat de Saragossa, en una coneguda monografia, donant lloc la seva presentació pública a diversos titulars de premsa, molt explícits sobre això. Però els mateixos autors assenyalen que en qualsevol cas tot això pot ser revisat en uns anys, i que els estudis arqueològics que es fan als jaciments poden aportar nous coneixements sobre la figura de Corocotta i els càntabres a l'antiguitat.

## L'origen del seu nom
El nom «corocotta» s'ha interpretat com un sobrenom indicatiu de la seva ferocitat, una variant de «crocotta», paraula que s'utilitza per referir-se a un tipus de bèstia semblant a un gos d'Àfrica, molt probablement una hiena o un xacal. En paraules de Grünewald, «No pot haver estat casualitat que l'infame Corocotta comparteixi el seu nom amb un depredador exòtic, conegut pel públic del circ com una bèstia terrorífica». Plini el Vell va descriure l'animal com un encreuament entre una hiena i un lleó, encara que el terme també podria haver estat utilitzat per a altres animals similars. El mateix Dió s'hi fa referència, però diu que és una «espècie índia» com una «lleona i tigre combinats». Ho fa en una secció del seu llibre sobre el regnat de Sever i no hi té cap connexió quan parla del bandoler càntabre.
Adolf Schulten va argumentar l'any 1943 que el nom Corocotta pot ser només accidentalment similar al de l'animal. Segons Adolf Schulten, «el seu nom més aviat sembla cèltic, amb l'arrel Coroc-, que es troba en els noms Coruc-us, Coroc-aucus a Lusitania, on també existeix Corocuta (CIL, II, 550), que ve a ser igual que Corocotta»; comparant noms personals celtes (o lusitans «paraceltes»), com ara Corogeni, Coroturetis, Coroneri, Corobulti, Coromarae, Corolamus, Corogennates, et al.). També és usat en el celta britànic en la mateixa formació Caratac, un altre cabdill guerrer durant la conquesta de Britànnia. Abundant en aquesta qüestió, l'arrel C(o)ro(c)- pot ser trobada a l'epigrafia peninsular sota diverses variants:
- Coroc-: Chaves (Portugal)
- Coroc-uta: Mèrida (Badajoz)
- Coroc-(a)udius i Coroc-audi: Bragança (Portugal)
- Croc-i: Bragança i Valpaços (Portugal)
- Croquet-a: Ciempozuelos, Valdemoro i Titulcia (Madrid)
- Croc-(a): Castro del Parque Olimpia (Madrid)

Aquestes tesis són seguides per les d'autors contemporanis com Joaquín González Echegaray (Los Cántabros, 1997) o Eduardo Peralta Labrador (Los cántabros antes de Roma, 2000), que afegeixen com a evidència el fet que:
| «                                                               | El nom del cabdill càntabre Corocotta és de la mateixa arrel que la del déu (Corono), per la qual cosa cal suposar que el cap càntabre se sentís especialment vinculat a l'arquetip diví el comportament del qual imitava al capdavant de les seves tropes (el segon element del seu nom és el celta «cotto», «vell»). | » |
| — Eduardo Peralta Labrador, Los cántabros antes de Roma, p. 226 | |   |

Així mateix, Coronus és el nom d'un déu guerrer freqüent a Hispània, i també Corona el d'un soldat de la Legió VII Gèmina (267 p. 49). El seu radical, cor-, és probable que porti l'arrel indoeuropea *koros, present al celta cori, «tropa» (TLG 57), i a l'irlandès antic cuire.
Leonard Curchin proposa que el segon element és de l'arrel celta *kottos, «vell». L'investigador càntabre Jesús Maroñas, sobre la segona part del nom Coro-cotta dona la següent explicació: «D'una banda coneixem la veu cèltica kottos,(vell), testificada en antropònims com Cottus, Cotta, Cottius, Cotthios, i alguns derivats com Cottilus o en nom d'alguna tribu, cas dels Ate-cotti (els més vells), etc.» El cèltic kottos sobreviu al bretó coz i al còrnic antic coth, «vell». El significat no s'ha de prendre sempre literalment, ja que «vell» equival a «veterà» o «respectable», ja que en el cas dels càntabres se sap que els ancians eren molt respectats dins de la seva societat.
D'altra banda, el celta coneix també la veu Cutios (nom del sisè mes de l'any; el mes de les invocacions), que al calendari de Coligny apareix esmentat entre els d'Ogronnios i Giamonios, esmentat en nominatiu (gutios, cut-) i en genitiu (cutio, qutio, quti). L'alternança sorda/sonora inicial K-/G- és freqüent en altres casos trobats al mateix calendari. El vocable kutios perviu a l'irlandès antic guth, «veu», i al gal gutuater, «el que invoca». Per tant, Corocotta podria significar «la veu», «el guia», «el que convoca l'exèrcit».

## Corocotta com a reclam turístic
En l'actualitat, la figura de Corocotta és un dels símbols culturals i turístics de Cantàbria. A qualsevol poble es trobaran penjolls, estàtues artesanals o fins i tot pins del llegendari personatge. Els records solen ser venuts al costat d'un petit fulletó on es donen nocions històriques, a més d'assegurar-se el caràcter fort i ferotge del personatge, així com la seva destresa amb les armes.

## Corocotta en la cultura popular
La figura de Corocotta ha estat representada en algunes obres de ficció com ara:
- 1980: Los cántabros, pel·lícula dirigida per Paul Naschy, a més de fer el paper d'Agripa, i amb Dan Barry en el paper de Corocotta. Aquesta pel·lícula representa les guerres càntabres i un hipotètic enfrontament entre Corocotta i el general romà Agripa.
- 2005: El último soldurio, un llibre escrit pel periodista Javier Lorenzo que fantaseja amb la vida de Corocotta.[16] Narra des de la seva infantesa a Cantàbria fins a la seva mort a les guerres càntabres, passant per llocs tan llunyans com Gran Bretanya, el nord d'Àfrica i fins i tot la ciutat de Roma com a guardaespatlles del mateix Juli Cèsar.
- 2010: El mundo de Corocotta, obra de Fernando Rebana.[17] Estrenat l'any 2010 per la companyia del Teatre Sileno, repassa la forma de vida cantàbrica, les tècniques de lluita de romans i càntabres, i dramatitza l'encontre entre Corocotta i August, fugint de temes i proposant la teoria d'un pacte. L'obra va ser interpretada per José María Pertusa i Fernando Rebanal, que també van dirigir la posada en escena.